# Ключ 70
Ключ 70 (трад. и упр. 方) — ключ Канси со значением «квадрат»; один из 34, состоящих из четырёх штрихов.
В словаре Канси есть 92 символа (из 49 030), которые можно найти c этим радикалом.

## История
Основой современного иероглифа «сторона, квадрат» послужил рисунок двух лодок, стоящих рядом. Изобразив стоящие рядом лодки, древние китайцы передали понятие «сторона», то есть сравниватъ стороны. Вполне очевидно, что ещё одно значение этого иероглифа — «квадрат» — появилось в результате того, что древние лодки имели четыре угла (форму прямоугольника).

Вид в Цзиньвэнь
Вид в Цзягувэнь
Вид в Цзянбо
Вид в большой печати Чжуаньшу
Вид в малой печати Чжуаньшу

В современном языке иероглиф употребляется в значениях:
1. Относится к бамбуковому или деревянному плоту или двум кораблям, соединенным друг с другом.
2. Подключять и объединять.
3. Обходить.
4. Квадраты с равными сторонами, как прямые, так и тетраэдры.
5. Честность, порядочность и хорошее поведение.
6. Ориентация и аспект.
7. Место, зона, помещения.
8. Земля.
9. Светское, земное.
10. Даосизм, заклинания, методы.
11. Медицинский рецепт, рецепт.
12. Деревянные доски, используемые для письма в древние времена.
13. И, будет.
14. Позитив и ценность.
15. И, будет.
16. Да, только.
17. Произведение экспоненциального автоумножения в математике.
18. Наречие: Верно. Приземлится. Когда.
19. Глагол: Против. Аналогия.
20. Причина.
21. Этикет.
22. Категория.

В качестве ключевого знака иероглиф используется редко.
В словарях находится под номером 70.

## Варианты прочтения
- кит. 方, пиньинь fāng, фан.
- яп. ほうぶ, hō, хо.
- кор. 방, bang, бан?, 모, mo, мо?.

## Примеры иероглифов
| Доп. штрихи | Иероглифы                                 |
| ----------- | ----------------------------------------- |
| 0           | 方                                        |
| 2           | 㫃                                        |
| 4           | 㫄 斺 斻 於 𣃚                            |
| 5           | 㫆 施 斾 斿 旀 𣃣 𣃤                      |
| 6           | 㫅 㫉 旁 旂 旃 旄 旅 旆 旊 𣃱 𣃲 旅 㫇 㫈 |
| 7           | 㫊 㫋 㫌 旇 旈 旉 旋 旌 旍 旎 族 𣃺       |
| 8           | 㫍 旐 旑 𣄃 𣄇                            |
| 9           | 旒 旓 旔 旕                               |
| 10          | 旖 旗 𣄒                                  |
| 11          | 㫎 㫏 𣄖                                  |
| 12          | 旘 旙                                     |
| 13          | 旚                                        |
| 14          | 旛                                        |
| 15          | 旜 旝 旞                                  |
| 16          | 旟 𣄥                                     |
| 22          | 𣄬                                        |